# Liste des musées de la Charente-Maritime
La Charente-Maritime, qui est un département fortement touristique, possède un éventail très élargi de musées, écomusées, conservatoires et sites muséaux dont les thématiques sont remarquablement diversifiées. 
Ainsi, environ 70 musées et écomusées peuvent être répertoriés comme tels dans le département même si un grand nombre d'entre eux n'ouvrent qu'à la saison touristique qui s'échelonne de mai à septembre de chaque année. 
Cependant, la Charente-Maritime est riche d'une vingtaine de musées labellisés Musée de France, ce qui accroit son prestige patrimonial et culturel et renforce sa force d'attraction touristique.

## Inventaire général
Le département compte un très grand nombre de musées, dont un tiers est situé dans les villes, grandes et petites. Mais il est vrai que les musées situés en milieu littoral sont particulièrement nombreux, ils ont le seul inconvénient de n'ouvrir qu'à la belle saison. Quant aux musées situés en milieu rural, l'arrière-pays saintongeais et aunisien en recense environ une vingtaine et quelques-uns d'entre eux sont devenus de vraies institutions dans le département.
Ils peuvent être répartis de la manière suivante en raison de leur très grande diversité :

### Les musées

#### Les musées urbains
- Échillais
  - Maison du Transbordeur
  - Musée du jouet ancien

- Fouras
  - Musée régional de Fouras

- Jonzac
  - Musée archéologique des Carmes

- La Rochelle
  - Musée des automates (fermé en 2023 devrait rouvrir)
  - Musée des beaux-arts de La Rochelle
  - Musée du flacon à parfum
  - Musée Grévin (musée fermé en 2002)
  - Musée maritime de La Rochelle
  - Musée des modèles réduits (fermé en 2023 devrait rouvrir)
  - Musée du Nouveau Monde
  - Musée rochelais d’histoire protestante
  - Musée d'Orbigny Bernon (art et histoire, fermé en 2012)
  - Musée rochelais de la Dernière Guerre
  - Muséum d'histoire naturelle de La Rochelle

- La Tremblade
  - Musée maritime L'Escale

- Marans
  - Musée Cappon

- Montendre
  - Musée d'art et de traditions populaires

- Pons
  - Musée archéologique de Pons

- Rochefort
  - Musée de l'aéronautique navale
  - Ancienne École de médecine navale
  - Maison de Pierre Loti
  - Musée des Commerces d'autrefois
  - Musée Hèbre de Saint-Clément
  - Musée national de la Marine
  - Musée de la Vieille Paroisse

- Royan
  - Musée de Royan

- Saint Jean d'Angély
  - Musée des Cordeliers

- Saintes
  - Musée archéologique de Saintes
  - Musée Dupuy-Mestreau
  - Musée de l'Échevinage de Saintes
  - Musée du Présidial de Saintes
- Saujon
  - Musée de l'histoire du landau[1]

#### Les musées insulaires
- Île d'Aix
  - Musée africain de l'île d'Aix
  - Musée Napoléon

- Île d'Oléron
  - La Maison Paysanne, Le Grand-Village-Plage
  - Musée de l'Île d'Oléron, Saint-Pierre-d'Oléron

- Ile de Ré
  - Maison du Platin, La Flotte
  - Maison du Fier, Les Portes-en-Ré
  - Musée Ernest Cognacq, Saint-Martin-de-Ré

#### Les musées littoraux
- Bourcefranc-le-Chapus
  - Musée de l'huître

- Brouage
  - Halle aux Vivres
  - Musée du vélo

- Esnandes
  - Maison de la Mytiliculture

- Marsilly
  - Maison du graffiti ancien

- Mortagne-sur-Gironde
  - Musée de la carte postale

- Port-des-Barques
  - Écomusée de l'huître

- Talmont-sur-Gironde
  - Musée de l'histoire de Talmont

#### Les musées ruraux
- Archingeay
  - Les Trésors de Lisette

- Ciré-d'Aunis
  - Musée automobile

- Clérac
  - Musée municipal des anciens métiers et traditions populaires

- Clion
  - Musée artisanal et rural

- Crazannes
  - Maison des Pierreux

- La Chapelle-des-Pots
  - Musée de la céramique saintongeaise

- Le Gua
  - Musée de la Poche de Royan (musée fermé en 2009)

- Loulay
  - Musée des anciens outils et traditions agricoles

- Montlieu-la-Garde
  - Maison de la Forêt

- Mornac-sur-Seudre
  - Musée ferroviaire

- Saint-Césaire
  - Musée des Bujoliers
  -  La Maison de La Mérine

- Saint-Just-Luzac
  - Musée Atlantrain

- Saint-Romain-de-Benet
  - Musée des Alambics - Écomusée du Hameau de Pirelonge

- Saint-Savinien
  - Maison du Patrimoine

- Semussac
  - Musée du Matériel agricole (fermé en 2006 - musée virtuel)

- Vandré
  - Musée "Vandré, Il y a 100 ans"

- Vergné
  - Musée départemental de l'École publique

### Lesécomusées
- Le Grand-Village-Plage
  - Le Port des Salines

- Loix
  - Écomusée du Marais Salant

- Migron
  - Écomusée du cognac

- Port-des-Barques
  - Écomusée, l'huître et son environnement

- Saint-Just-Luzac
  - Moulin des Loges

- Saint-Romain-de-Benet
  - Musée des Alambics - Écomusée du Hameau de Pirelonge

### Les conservatoires
- Dampierre-sur-Boutonne
  - Asinerie du Poitou

- Rochefort
  - Conservatoire du Bégonia

- Saintes
  - Haras national de Saintes

### Les autres sites muséaux

#### Les Centres d'interprétation muséographique
- Barzan
  - Site gallo-romain de Barzan (Centre d'interprétation de l'archéologie gallo-romaine)

- Marennes
  - Cité de l'Huître (Centre d'interprétation de l'ostréiculture)

- Rochefort
  - Corderie Royale - Centre International de la Mer

- Saint-Césaire
  - Paléosite de Saint-Césaire (Centre d'interprétation de la préhistoire)

#### Les espaces muséographiques des phares
- Les Mathes
  - Phare de la Coubre (phare et balisage en mer)

- Saint-Clément-des-Baleines
  - Phare des Baleines (phare et balisage en mer)

- Saint-Denis-d'Oléron
  - Phare de Chassiron (phare et balisage en mer)

#### Les Pôles nature
- Crazannes
  - Musée de la pierre de Crazannes (pôle nature sur les carrières de pierre)

- Montlieu-la-Garde
  - Maison de la Forêt (pôle nature sur la forêt)

## Catégorisation des musées, écomusées et conservatoires de la Charente-Maritime
En Charente-Maritime, les cinq grandes catégories de musées sont représentées, même si un très grand nombre sont plutôt des musées généralistes.

### Les musées d'Art
- La Rochelle
  - Musée des beaux-arts de La Rochelle
  - Musée du Nouveau Monde
  - Musée d'Orbigny Bernon (art et histoire)

- Rochefort
  - Musée Hèbre de Saint-Clément

- Saint-Martin-de-Ré
  - Musée Ernest Cognacq

- Saintes
  - Musée de l'Échevinage de Saintes (beaux-arts)
  - Musée du Présidial de Saintes (beaux-arts)

### Les musées d'Histoire
- Barzan
  - Site gallo-romain de Barzan

- Brouage
  - Halle aux Vivres

- Fouras
  - Musée régional de Fouras

- Île d'Aix
  - Musée Napoléon (histoire)

- Jonzac
  - Musée archéologique des Carmes(archéologie locale)

- La Rochelle
  - Musée Grévin (fermé en 2002)
  - Musée du Nouveau Monde
  - Musée rochelais d’histoire protestante
  - Musée d'Orbigny Bernon (art et histoire)
  - Musée rochelais de la Dernière Guerre (Seconde Guerre mondiale)

- Le Gua
  - Musée de la Poche de Royan (fermé en 2009)

- Marans
  - Musée Cappon (histoire régionale)

- Marsilly
  - Maison du graffiti ancien

- Pons
  - Musée archéologique de Pons (archéologie locale)

- Rochefort
  - Maison de Pierre Loti (musée municipal sur l'écrivain)
  - Musée des Commerces d'autrefois
  - Musée Hèbre de Saint-Clément (histoire locale)
  - Musée national de la Marine Hôtel de Cheusses (histoire de l'arsenal de Rochefort)
  - Musée de la Vieille Paroisse (archéologie locale)

- Royan
  - Musée de Royan (histoire régionale)

- Saint-Césaire
  - Musée des Bujoliers (histoire locale et de la Saintonge rurale)
  -  La Maison de La Mérine

- Saint Jean d'Angély
  - Musée des Cordeliers (exploration et arts déco)

- Saint-Martin-de-Ré
  - Musée Ernest Cognacq (histoire sur l'île de Ré)

- Saint-Pierre-d'Oléron
  - Musée de l'Île d'Oléron (histoire sur l'île d'Oléron)

- Saint-Savinien
  - Maison du Patrimoine (histoire locale)

- Saintes
  - Musée archéologique de Saintes (archéologie départementale)
  - Musée Dupuy-Mestreau (histoire régionale)

- Talmont-sur-Gironde
  - Musée de l'histoire de Talmont (histoire locale)

- Vergné
  - Musée départemental de l'École publique

### Les musées de Sciences
- Bourcefranc-le-Chapus
  - Musée de l'huître situé dans le Fort Louvois

- Esnandes
  - Maison de la Mytiliculture (culture de la moule)

- La Rochelle
  - Musée maritime de La Rochelle
  - Muséum d'histoire naturelle de La Rochelle

- La Tremblade
  - Musée maritime L'Escale

- Le Grand-Village-Plage
  - Le Port des Salines, (écomusée sur la saliculture)

- Loix
  - Écomusée du Marais Salant

- Marennes
  - Cité de l'Huître (écomusée sur l'huître)

- Migron
  - Écomusée du cognac

- Rochefort
  - Conservatoire du Bégonia
  - Ancienne École de médecine navale

- Saint-Césaire
  - Paléosite de Saint-Césaire

- Saint-Romain-de-Benet
  - Musée des Alambics - Écomusée du Hameau de Pirelonge

### Les musées de la Technique
- Ciré-d'Aunis
  - Musée automobile

- Crazannes
  - Maison des Pierreux

- Échillais
  - Maison du Transbordeur (documents sur le pont)

- La Chapelle-des-Pots
  - Musée de la céramique saintongeaise

- La Rochelle
  - Musée des automates
  - Musée du flacon à parfum
  - Musée des modèles réduits

- Les Mathes
  - Phare de la Coubre (phare et balisage en mer)

- Loulay
  - Musée des anciens outils et traditions agricoles

- Marans
  - Moulin de Beauregard

- Marsilly
  - Maison du graffiti ancien (également collection d'appareils photos et de cinéma anciens)

- Montlieu-la-Garde
  - Maison de la Forêt (écomusée sur la forêt)

- Mornac-sur-Seudre
  - Musée ferroviaire

- Rochefort
  - Corderie Royale - Centre International de la Mer
  - Musée de l'aéronautique navale[2]

- Saint-Clément-des-Baleines
  - Phare des Baleines (phare et balisage en mer)

- Saint-Denis-d'Oléron
  - Phare de Chassiron (phare et balisage en mer)

- Saint-Just-Luzac
  - Moulin des Loges, (ancien moulin à eau sur la Seudre)
  - Musée Atlantrain (trains et jouets anciens)

- Saintes
  - Haras national de Saintes (collection de voitures hippomobiles et conservatoire de vieux métiers)

- Semussac
  - Musée du Matériel agricole (fermé en 2006 - musée virtuel)

### Les musées d'ethnologie
- Archingeay
  - Les Trésors de Lisette (costumes et jouets, époque 1900)

- Clérac
  - Musée municipal des anciens métiers et traditions populaires

- Clion
  - Musée artisanal et rural

- Fouras
  - Musée régional de Fouras

- La Flotte
  - Maison du Platin (musée d'art et tradition populaire de l'Île de Ré)

- Le Grand-Village-Plage
  - La Maison Paysanne

- Île d'Aix
  - Musée africain de l'île d'Aix

- Montendre
  - Musée d'art et de traditions populaires

- Saint-Pierre-d'Oléron
  - Musée de l'Île d'Oléron

- Vandré
  - Musée "Vandré, Il y a 100 ans" (musée de la vie locale)

## Liste des vingt musées labellisés en Charente-Maritime
Le département de la Charente-Maritime dispose en tout d'une vingtaine de musées labellisés Musée de France, dont deux musées nationaux (les musées de l'Île d'Aix), parmi les 34 que compte la France.
À cette liste exhaustive s'ajoutent également sept autres musées labellisés "Tourisme et Handicaps" en Charente-Maritime.

### Les 19 musées classésMusée de France
- Esnandes
  - Maison de la Mytiliculture

- Fouras
  - Musée régional de Fouras

- Île d'Aix
  - Musée africain
  - Musée napoléonien, appartenant au réseau des musées nationaux napoléoniens[6]

- Marans
  - Musée Cappon

- La Rochelle
  - Musée des beaux-arts de La Rochelle
  - Musée du Nouveau Monde
  - Musée rochelais d’histoire protestante
  - Musée d'Orbigny Bernon
  - Muséum d'histoire naturelle de La Rochelle

- Rochefort
  - Maison de Pierre Loti
  - Musée Hèbre de Saint-Clément

- Saint Jean d'Angély
  - Musée des Cordeliers

- Saint-Martin-de-Ré
  - Musée Ernest Cognacq

- Saint-Pierre-d'Oléron 
  - Musée de l'Île d'Oléron

- Saintes
  - Musée archéologique de Saintes
  - Musée Dupuy-Mestreau
  - Musée de l'Échevinage de Saintes
  - Musée du Présidial de Saintes

### Les sept musées labellisés "Tourisme et Handicaps"
- Échillais
  - Maison du Transbordeur

- Saint-Denis-d'Oléron
  - Phare de Chassiron (phare et balisage en mer)

- Saint-Martin-de-Ré
  - Musée Ernest Cognacq

- Saint-Pierre-d'Oléron 
  - Musée de l'Île d'Oléron

- Rochefort
  - Musée Hèbre de Saint-Clément

- Royan
  - Musée de Royan

- Saint-Césaire
  - Paléosite de Saint-Césaire

## Carte départementale d'implantation des musées
Pour des raisons de lisibilité, les musées des villes de La Rochelle, Rochefort et Saintes ne sont pas indiqués sur la carte.
| \| Golfe de Gascogne Île de Ré Île d'Oléron Ile d'Aix La Rochelle Jonzac Rochefort Saintes Royan Saint-Jean-d'Angély Marennes Saujon Surgères Marans Pons Saint-Savinien Montendre Échillais Saint-Pierre-d'Oléron Musée Atlantrain Musée archéologique de Pons Musée de l'automobile Musée artisanal et rural Musée des Bujoliers Musée Cappon Musée de la céramique Maison de la Mytiliculture Paléosite Musée de Royan Site gallo-romain du Fâ Trésors de Lisette Maison du Transbordeur Musée du jouet ancien Musée des Cordeliers Musée africain Musée napoléonien Maison du graffiti ancien Musée régional de Fouras Musée de l'Île d'Oléron Musée départemental de l'École publique Musée "Vandré, Il y a 100 ans" Musée municipal des anciens métiers et traditions populaires Musée des Alambics Musée de l'huître (Fort Louvois) Écomusée du cognac Cité de l'Huître Phare de Chassiron Phare de la Coubre Phare des Baleines Maison de la Forêt Maison des Pierreux Maison Champlain Halle aux Vivres Musée d'art et de traditions populaires de Montendre Musée d'histoire de Talmont Musée maritime de La Tremblade Musée ferroviaire Maison du Patrimoine Musée archéologique des Carmes Musée agricole de Loulay Musée de la carte postale Musée Ernest Cognacq \| Carte départementale d'implantation des musées |
| Golfe de Gascogne Île de Ré Île d'Oléron Ile d'Aix La Rochelle Jonzac Rochefort Saintes Royan Saint-Jean-d'Angély Marennes Saujon Surgères Marans Pons Saint-Savinien Montendre Échillais Saint-Pierre-d'Oléron Musée Atlantrain Musée archéologique de Pons Musée de l'automobile Musée artisanal et rural Musée des Bujoliers Musée Cappon Musée de la céramique Maison de la Mytiliculture Paléosite Musée de Royan Site gallo-romain du Fâ Trésors de Lisette Maison du Transbordeur Musée du jouet ancien Musée des Cordeliers Musée africain Musée napoléonien Maison du graffiti ancien Musée régional de Fouras Musée de l'Île d'Oléron Musée départemental de l'École publique Musée "Vandré, Il y a 100 ans" Musée municipal des anciens métiers et traditions populaires Musée des Alambics Musée de l'huître (Fort Louvois) Écomusée du cognac Cité de l'Huître Phare de Chassiron Phare de la Coubre Phare des Baleines Maison de la Forêt Maison des Pierreux Maison Champlain Halle aux Vivres Musée d'art et de traditions populaires de Montendre Musée d'histoire de Talmont Musée maritime de La Tremblade Musée ferroviaire Maison du Patrimoine Musée archéologique des Carmes Musée agricole de Loulay Musée de la carte postale Musée Ernest Cognacq                                                      |

## Sources
- Cet article est partiellement ou en totalité issu de l'article intitulé « Liste des musées de Charente-Maritime » (voir la liste des auteurs).